# 鉱物の一覧
鉱物の一覧（こうぶつのいちらん）では、主要な鉱物の一覧を示す。

## 元素鉱物

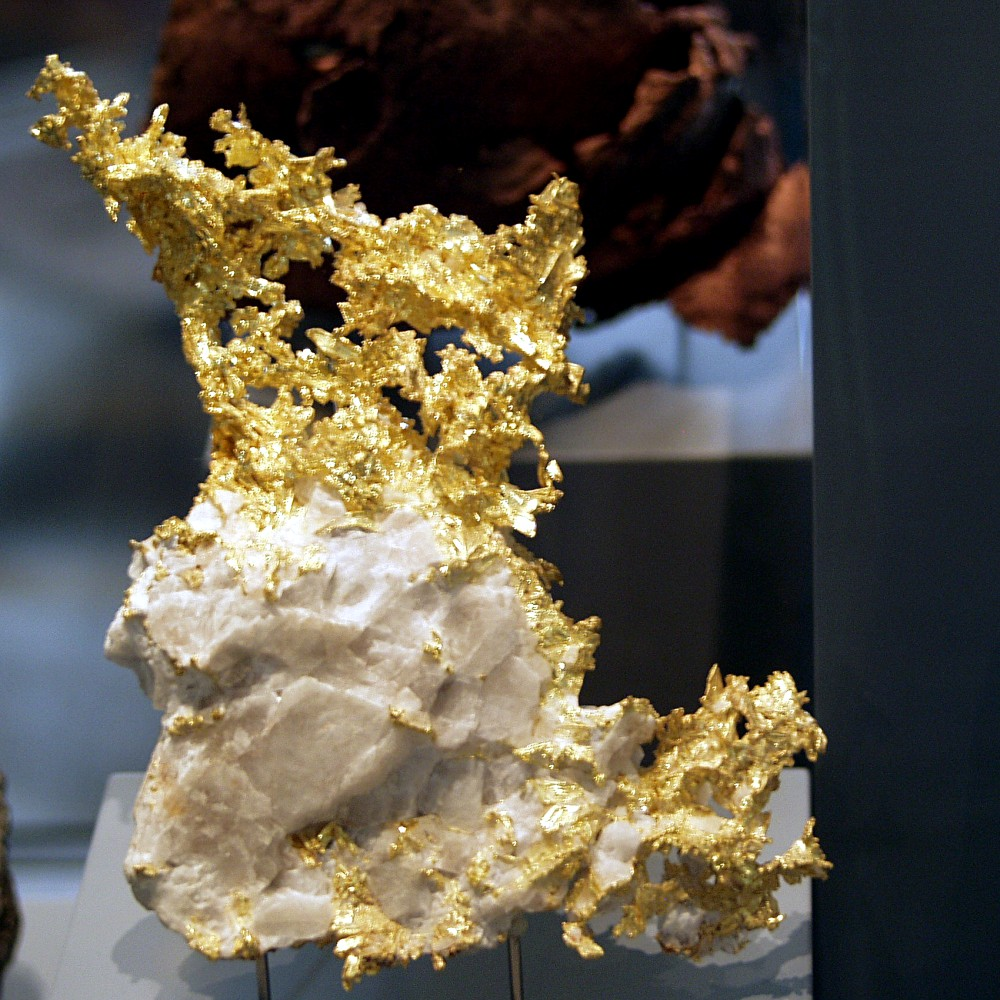
自然金

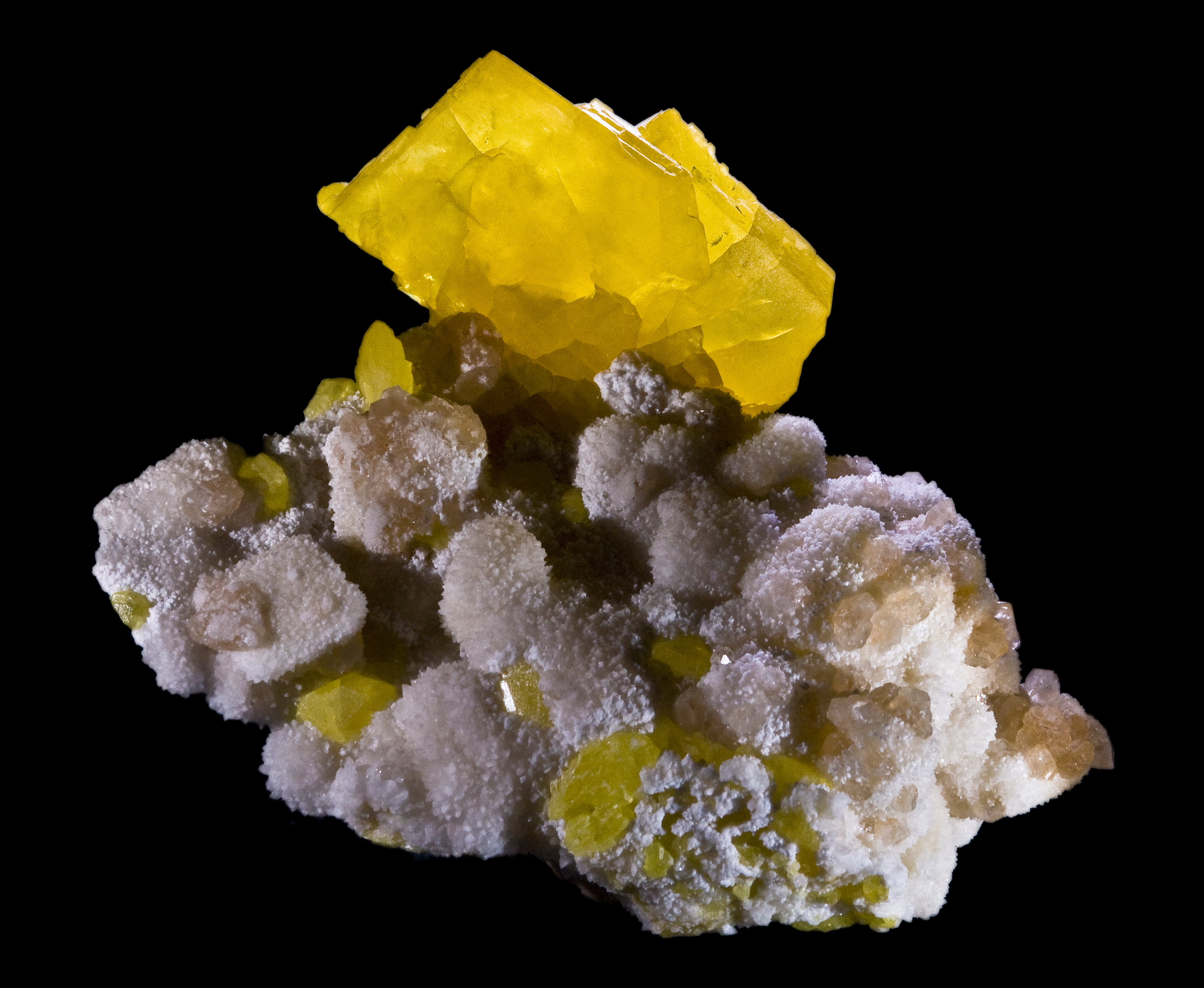
自然硫黄

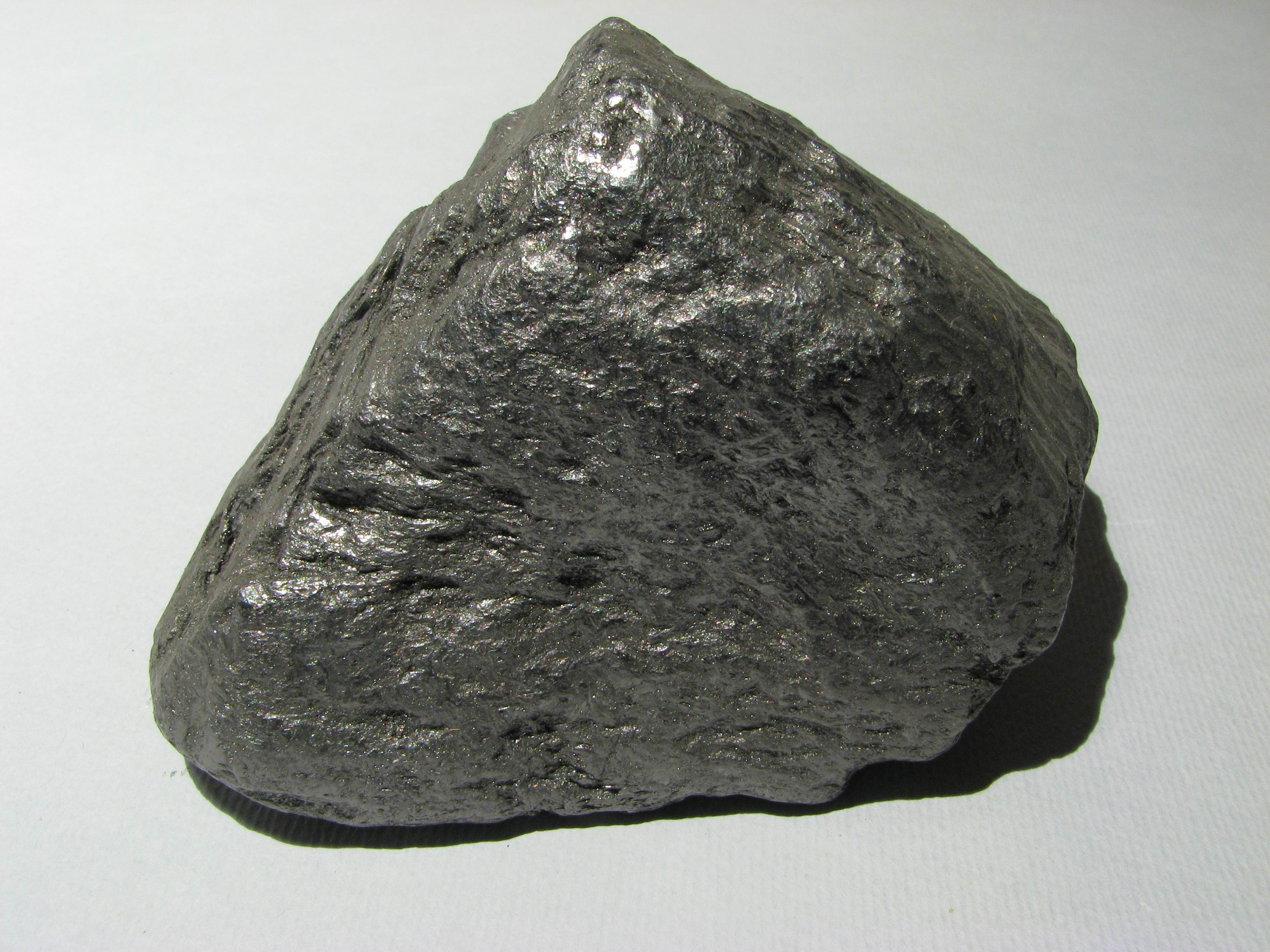
石墨

元素鉱物とは、単一元素または合金からなる鉱物。
- 自然金グループ
  - 自然金（native gold） - Au、立方
  - 自然銀（native silver） - Ag、立方
  - 自然銅（native copper） - Cu、立方
  - 自然鉛（native lead） - Pb、立方
- 自然白金グループ
  - 自然白金（native platinum） - Pt、立方
  - 自然オスミウム（native osmium） - Os、六方
  - 自然イリジウム（iridium）
  - 自然ルテニウム (native ruthenium) - Ru、六方
- 自然砒グループ
  - 自然砒（native arsenic） - As、三方
  - 自然蒼鉛（native bismuth） - Bi、三方
  - 自然アンチモニー（native antimony） - Sb
- 自然鉄グループ
  - 自然鉄（native iron） - Fe、立方
  - 自然ニッケル（native nickel） - Ni、立方
  - カマサイト（kamacite） - (Fe,Ni)、立方
  - テーナイト（taenite） - (Ni,Fe)、立方
- 輝砒鉱（arsenolamprite） - As、直方
- パラ輝砒鉱（pararsenolamprite） - As、直方
- 自然テルル（native tellurium） - Te、三方
- 自然硫黄（native sulfur） - S、直方
- 石墨（graphite、グラファイト、黒鉛） - C、六方
- ダイヤモンド（diamond、金剛石） - C、立方
- 自然水銀（native mercury） - Hg、液体

## 硫化鉱物
硫化鉱物とは、主として金属元素と硫黄(S)とが結合している鉱物。硫黄の代わりに砒素、セレン、テルルなどと金属元素の結合による鉱物はそれぞれ砒化鉱物、セレン化鉱物、テルル化鉱物といわれるが、その性質は硫化鉱物に似ているため、ひとまとめにして扱われることも多い。ここでも、それに従って、砒化鉱物、セレン化鉱物、テルル化鉱物も記載する。
- 閃亜鉛鉱グループ
  - 閃亜鉛鉱(sphalerite) - ZnS、立方
  - テルル水銀鉱(coloradoite) - HgTe
  - 方硫カドミウム鉱(hawleyite) - CdS
  - 黒辰砂(metacinnabar) - HgS
  - シュティレ鉱(stilleite) - ZnSe
  - セレン水銀鉱(tiemannite) - HgSe
- 方鉛鉱グループ
  - 方鉛鉱(galena) - PbS、立方
  - セレン鉛鉱(clausthalite) - PbSe
  - テルル鉛鉱(altaite) - PbTe
  - 方硫安銀鉱(cuboargyrite) - AgPbS2
  - 閃マンガン鉱(alabandite) - MnS、立方
- ペントランド鉱グループ
  - 硫鉄ニッケル鉱(pentlandite、ペントランド鉱) - (Fe,Ni)9S8、立方
  - 銀ペントランド鉱(argentopentlandite) - Ag(Fe,Ni)8S8
  - コバルトペントランド鉱(cobaltpentlandite) - Co9S8
  - ジェフロワ鉱(geffroyite) - (Ag,Cu,Fe)9(Se,S)8
  - シャドルン鉱(shadlunite) - (Pb,Cd)(Fe,Cu)8S8
  - マンガンシャドルン鉱(manganese-shadlunite) - (Mn,Pb,Cd)(Cu,Fe)8S8
- チオスピネルグループ
  - ボルンハルト鉱(bornhardtite) - Co2+Co3+2Se4
  - カドモインダイト(cadmoindite) - CdIn2S4
  - カロール鉱(carrollite) - Cu(Co,Ni)2S4
  - フレッチャー鉱(fletcherite) - Cu(Ni,Co)2S4
  - リンネ鉱(linnaeite) - Co2+Co3+2S4
  - 硫銅イリジウム鉱(cuproiridsite) - (Cu,Fe)Ir2S4
  - 硫銅ロジウム鉱(cuprorhodsite) - (Cu,Fe)Rh2S4
  - ダウブリール石(daubréelite) - Fe2+Cr3+2S4
  - フェロロードス鉱(ferrorhodsite) - (Fe,Cu)(Rh,Ir,Pt)2S4
  - フローレンソフ鉱(florensovite) - (Cu,Zn)Cr1.5Sb0.5S4
  - グレイグ鉱(greigite) - Fe2+Fe3+2S4
  - インダイト(indite) - FeIn2S4
  - カリニン鉱(kalininite) - ZnCr2S4
  - マラン鉱(malanite) - Cu(Pt3+,Ir3+)2S4
  - ポリジム鉱(polydymite) - Ni2+Ni3+2S4
  - ティレル鉱(tyrrellite) - Cu(Co3+,Ni3+)2Se4
  - ヴィオラ鉱(violarite) - Fe2+Ni3+2S4
- 黄鉄鉱グループ
  - 黄鉄鉱(pyrite) - FeS2、立方
  - ハウエル鉱(hauerite) - MnS2
  - ベース鉱(vaesite) - NiS2
  - カチエル鉱(cattierite) - CoS2
  - ラウラ鉱(laurite) - RuS2
  - エルリッチマン鉱(erlichmanite) - OsS2
  - ビラマニン鉱(villamaninite) - (Cu,Ni,Co,Fe)S2
  - 福地鉱(fukuchilite) - Cu3FeS8
  - 砒白金鉱(sperrylite) - PtAs2
  - 安金鉱(aurostibite) - AuSb2
  - ザークナイト(dzharkenite) - FeSe2
  - クルタ鉱(krutaite) - CuSe2
  - トログタライト(trogtalite) - CoSe2
  - ペンローゼ鉱(penroseite) - (Ni,Co,Cu)Se2
  - ミッシンネライト(michenerite) - PdBiTe
  - テスチビオパラダイト(testibiopalladite) - Pd(Sb,Te)Te
  - ゲベルサイト(geversite) - Pt(Sb,Bi)2
  - インシザワ鉱(insizwaite) - Pt(Bi,Sb)2
  - マスロバイト(maslovite) - (Pt,Pd)(Bi,Te)2
- 白鉄鉱グループ
  - 白鉄鉱(marcasite) - FeS2、直方
  - セレン鉄鉱(ferroselite) - FeSe2
  - ハスト鉱(hastite) - CoSe2
  - クルレルダイト(kullerudite) - NiSe2
  - フローベルグ鉱(frohbergite) - FeTe2
  - マタゲマイト(mattagamite) - CoTe2
- 砒鉄鉱グループ
  - 砒鉄鉱(loellingite) - FeAs2
  - 硫安コバルト鉱(costibite) - CoSbS
  - 安ニッケル鉱(nisbite) - NiSb2
  - ランメルスベルク鉱(rammelsbergite) - NiAs2
  - サフロ鉱(safflorite) - (Co,Fe)As2
  - セイネヨーキ鉱(seinajokite) - FeSb2
- 輝安鉱グループ
  - 輝安鉱(stibnite) - Sb2S3、直方
  - セレン輝安鉱(antimonselite) - Sb2Se3、直方
  - 輝蒼鉛鉱(bismuthinite) - Bi2S3、直方
- 黄銅鉱グループ
  - 黄銅鉱(chalcopyrite) - CuFeS2、正方
  - エスケボルン鉱(eskebornite) - CuFeSe2
  - インジウム銅鉱(roquesite) - CuInS2
  - ガリウム銅鉱(gallite) - CuGaS2
- 紅砒ニッケル鉱グループ
  - 紅砒ニッケル鉱(nickeline) - NiAs、六方
  - 紅安ニッケル鉱(breithauptite) - NiSb
  - フレボルト鉱(freboldite) - CoSe
  - ランギス鉱(langisite) - (Co,Ni)As
  - ニグリ鉱(niggliite) - PtSn
  - ゼーデルホルム鉱(sederholmite) - β-NiSe
  - ソボレフスキー鉱(sobolevskite) - PdBi
  - スタンプフル鉱(stumpflite) - Pt(Sb,Bi)
  - サドベリー鉱(sudburyite) - (Pd,Ni)Sb
- 輝コバルト鉱グループ
  - 輝コバルト鉱(cobaltite) - CoAsS、斜方
  - ゲルスドルフ鉱(gersdorffite) - NiAsS
  - ホリングワース鉱(hollingworthite) - (Rh,Pt,Pd)AsS
  - イラルス鉱(irarsite) - (Ir,Ru,Rh,Pt)AsS
  - ジョリフ鉱(jolliffeite) - NiAsSe
  - パドマ鉱(padmaite) - PdBiSe
  - プラタルス鉱(platarsite) - (Pt,Rh,Ru)AsS
  - トロフカ鉱(tolovkite) - IrSbS
  - 硫安ニッケル鉱(ullmannite) - NiSbS
  - ウィルヤマ鉱(willyamite) - (Co,Ni)SbS
- 硫砒鉄鉱グループ
  - 硫砒鉄鉱(arsenopyrite) - FeAsS、単斜
  - グローコドート鉱(glaucodot)- (Co,Fe)AsS
  - 硫安鉄鉱(gudmundite) - FeSbS
  - オサレス鉱(osarsite) - (Os,Ru)AsS
  - ルアラサイト(ruarsite) - RuAsS
- 四面銅鉱グループ
  - 安四面銅鉱(tetrahedrite) - (Cu,Fe,Zn)12Sb4S13、等軸
  - 砒四面銅鉱(tennantite) - (Cu,Fe,Zn)12(Sb,As)4S13、立方
  - 銀砒四面銅鉱(argentotennantite) - (Ag,Cu)10(Zn,Fe)2(As,Sb)4S13
  - 銀安四面銅鉱(freibergite) - (Ag,Cu,Fe)12(Sb,As)4S13
  - ジロー鉱(giraudite) - (Cu,Zn,Ag)12(As,Sb)4(Se,S)13
  - ゴールドフィールド鉱(goldfieldite) - Cu12(Te,Sb,As)4S13
  - ハク鉱(hakite) - (Cu,Hg)12Sb4(Se,S)13
- 黄錫鉱グループ
  - 黄錫鉱(stannite) - Cu2FeSnS4、正方
  - 黄錫銀鉱(hocartite) - Ag2FeSnS4
  - ルソン銅鉱(luzonite) - Cu3AsS4、正方
  - 櫻井鉱(sakuraiite) - (Cu,Zn,Fe)3(In,Sn)S4、正方
  - ブリアル鉱(briartite) - Cu2(Zn,Fe)GeS4
  - ファマチナ鉱(famatinite) - Cu3SbS4
  - クラミン鉱(kuramite) - Cu3SnS4
  - ペルマンジャット鉱(permingeatite) - Cu3SbSe4
  - ピルキタス鉱(pirquitasite) - Ag2ZnSnS4
  - ヴェリーキイ鉱(velikite) - Cu2HgSnS4
- 磁硫鉄鉱(pyrrhotite、ピロータイト) - Fe1-xS、単斜・六方
- 銅藍(covellite、コベリン) - CuS、六方
- クロックマン鉱(klockmannite) - CuSe、六方
- 輝銅鉱(chalcocite) - Cu2S、単斜
- スピオコープ鉱(spionkopite) - Cu39S28
- 斑銅鉱(bornite) - Cu5FeS4、直方
- ウルツ鉱(wurtzite、繊維亜鉛鉱) - ZnS、六方
- 硫カドミウム鉱(greenockite) - CdS、六方
- 辰砂(cinnabar) - HgS、三方
- 針ニッケル鉱(millerite) - NiS、六方
- 針銀鉱(acanthite) - Ag2S、単斜
  - 輝銀鉱(argentite) - Ag2S、立方、常温では針銀鉱に転移
- 輝水鉛鉱(molybdenite) - MoS2、六方
- ヨルディス鉱(jordisite) - MoS2、非晶質
- 鶏冠石(realgar) - As4S4、単斜
- 雄黄(orpiment) - As2S3、単斜
- 砒銅鉱(domeykite) - Cu3As、立方
- スクッテルド鉱(skutterudite、方砒コバルト鉱) - CoAs3
- アルゴドン鉱(algodonite) - Cu6As、六方
- 濃紅銀鉱(pyrargyrite) - Ag3SbS3、三方
- 淡紅銀鉱(proustite) - Ag3AsS3
- 火閃銀鉱(pyrostilpnite) - Ag3SbS3、単斜
- 毛鉱(jamesonite) - Pb4FeSb6S14、単斜
- ブーランジェ鉱(boulangerite) - Pb5Sb4S11、単斜
- 車骨鉱(bournonite) - CuPbSbS3、直方
- 硫砒銅鉱(enargite) - Cu3AsS4、直方
- 雑銀鉱(polybasite、輝安銅銀鉱) - (Ag,Cu)16Sb2S11、単斜
- ベルチェ鉱(berthierite) - FeSb2S4、立方
- 紅安鉱(kermesite) - Sb2S2O、三斜

## 酸化鉱物

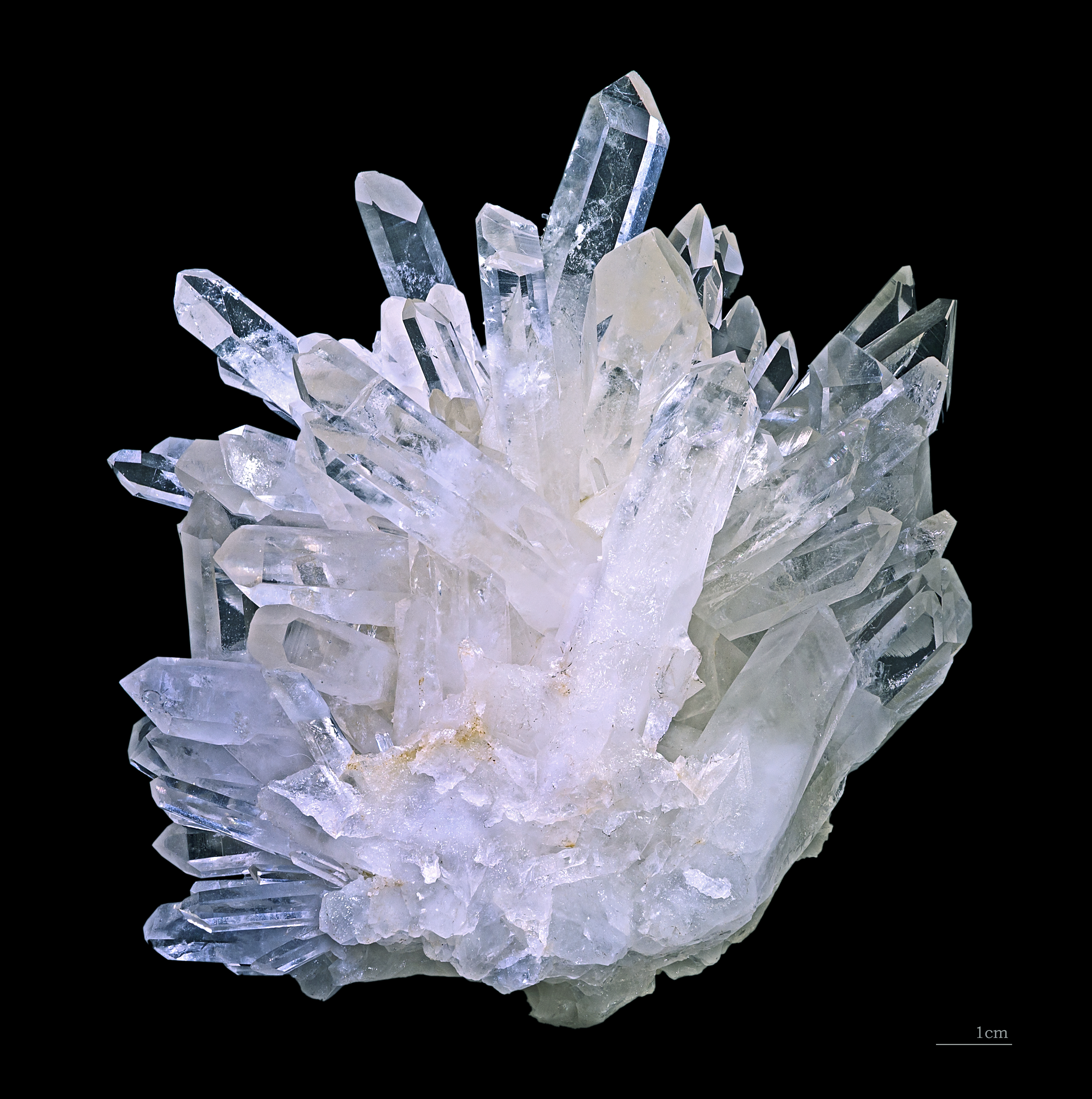
石英

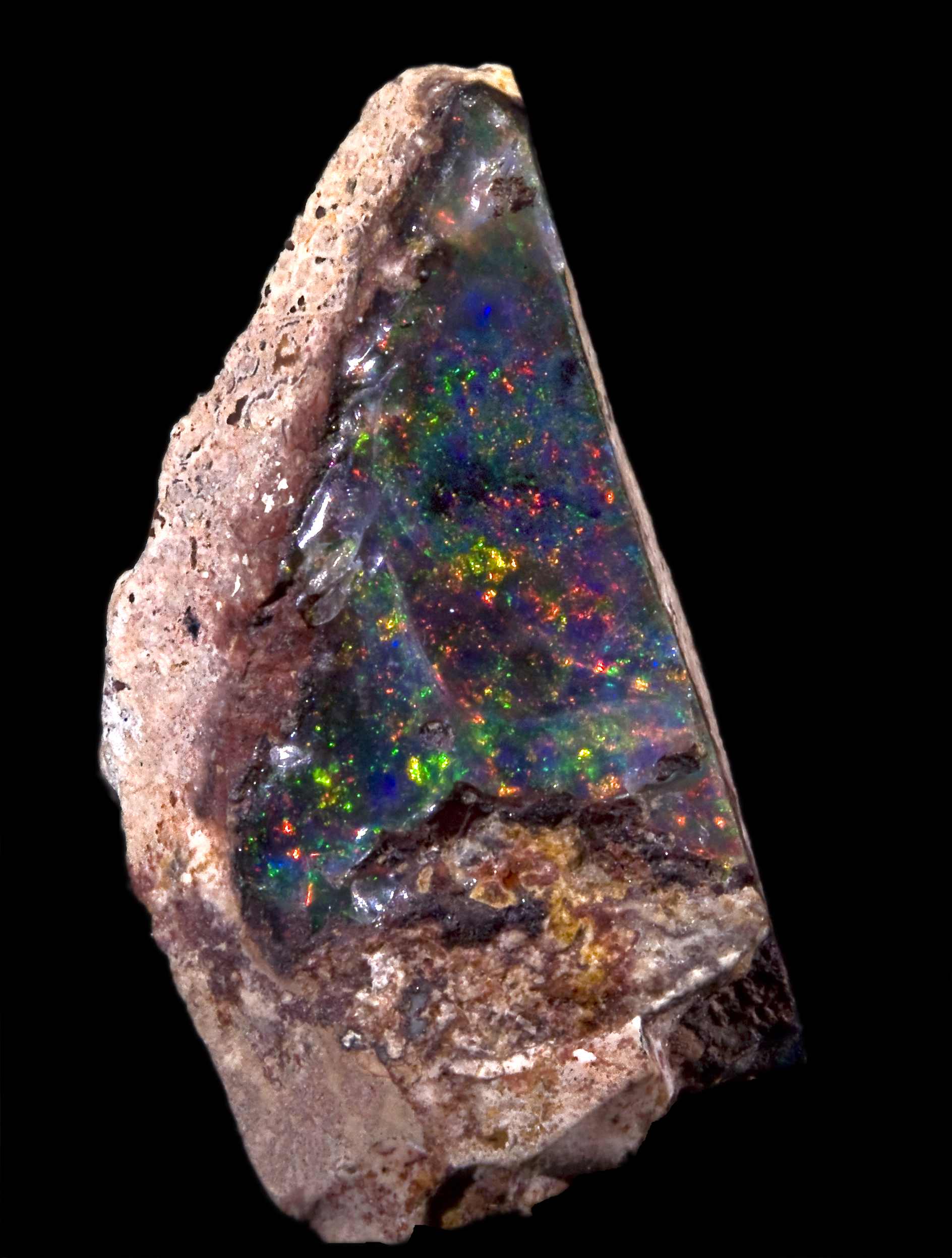
オパール

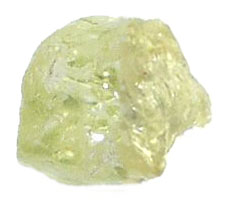
金緑石

酸化鉱物とは、主として金属元素と酸素（O）とが結合している鉱物。
- SiO2鉱物 - これらは、テクトケイ酸塩鉱物に分類されることもある。
  - 石英（quartz） - SiO2、三方
    - 水晶（rock crystal） - 自形結晶の石英
    - 玉髄（chalcedony） - 微粒石英の集合体

  - 鱗珪石（tridymite、トリディマイト） - SiO2、単斜・三斜
  - クリストバル石（cristobalite、クリストバライト、方珪石） - SiO2、正方
  - スティショフ石（stishovite、スティショバイト） - SiO2、正方
  - コース石（coesite、コーサイト） - SiO2、単斜
  - 蛋白石（opal、オパル） - SiO2・nH2O、非晶質
- ルチルグループ
  - ルチル（rutile、金紅石） - TiO2、正方
  - アルグ石（argutite） - GeO2
  - 錫石（cassiterite） - SnO2、正方
  - 軟マンガン鉱（pyrolusite） - MnO2、正方
  - パラテルル石（paratelluride） - TeO2
  - プラットナー石（plattnerite） - PbO2
  - スティショフ石（stishovite、スティショバイト） - SiO2、正方
- クリプトメレーン鉱グループ
  - クリプトメレーン（cryptomelane） - K(Mn4+,Mn2+)8O16、単斜
  - アンケル石（ankangite） - Ba(Ti,V3+,Cr3+)8O16
  - コロナド鉱（coronadite） - Pb(Mn4+,Mn2+)8O16
  - ホランド鉱（hollandite） - Ba(Mn4+,Mn2+)8O16
  - 万次郎鉱（manjiroite） - (Na,K)(Mn4+,Mn2+)8O16・nH2O
  - マンナード鉱（mannardite） - Ba(Ti6V3+2)O16
  - プリデル石（priderite） - (K,Ba)(Ti,Fe3+)8O16
  - レッドレッジ鉱（redledgeite） - BaTi6Cr3+2O16・H2O
  - ストロンチオメレン（strontiomelane） - SrMn4+6Mn3+2O16
  - 轟石（todorokite） - (Mn,Ca,Mg)Mn4+3O7・H2O
- 赤鉄鉱グループ
  - 赤鉄鉱（hematite） - Fe2O3、三方
  - コランダム（corundum、鋼玉） - Al2O3、三方
  - エスコラ石（eskolaite） - Cr2O3
  - カレリア石（karelianite） - V2O3
- 灰チタン石グループ
  - 灰チタン石（perovskite、ペロブスキー石） - CaTiO3、単斜
  - ラトラップ石（latrappite） - (Ca,Na)(Nb,Ti,Fe)O3
  - ロパライト（loparite） - (Na0.5REE0.5)TiO3
  - リュエシェ石（lueshite） - NaNbO3
  - タウソン石（tausonite） - SrTiO3
- チタン鉄鉱グループ
  - チタン鉄鉱（ilmenite、イルメナイト） - FeTiO3、三方
  - エカンドリュース鉱（ecandrewsite） - (Zn,Fe2+,Mn2+)TiO3
  - ゲイキー石（geikielite） - MgTiO3
  - パイロファン石（pyrophanite） - Mn2+TiO3
- スピネルグループ
  - スピネル（spinel、尖晶石） - MgAl2O4、立方
  - 亜鉛スピネル（gahnite、亜鉛尖晶石） - ZnAl2O4、立方
  - ヘルシナイト（hercynite、鉄スピネル、鉄尖晶石） - FeAl2O4、立方
  - 磁鉄鉱（magnetite） - FeFe3+2O4、立方
  - フランクリン鉄鉱（franklinite） - ZnFe2O4
  - ヤコブス鉱（jacobsite） - MnFe2o4
  - クロム鉄鉱（chromite） - FeCr2O4、立方
  - クロム苦土鉱（magnesiochromite） - MgCr2O4
- ペリクレースグループ
  - ペリクレース（periclase） - MgO
  - ブンセン石（bunsenite） - NiO
  - 緑マンガン鉱（manganosite） - MnO、立方
  - モンテポニ石（monteponite） - CdO
- 金緑石（chrysoberyl） - BeAl2O4、直方
- 苦土ターフェ石2N’2S（magnesiotaaffeite-2N’2S、ターフェアイト、ターフェ石、taaffeite） - Mg3Al8BeO16、六方
- 苦土ターフェ石6N’3S（magnesiotaaffeite-6N’3S、マスグラバイト、マスグレイブ石、musgravite） - Mg2BeAl6O12、三方
- 鋭錐石（anatase） - TiO2、正方
- 板チタン石（brookite） - TiO2、直方
- テルル石（tellurite） - TeO2、直方
- 赤銅鉱（cuprite） - Cu2O、立方
- 黒銅鉱（tenorite、melaconite） - CuO、単斜
- 紅亜鉛鉱 - ZnO、六方
- ハウスマン鉱（hausmannite） - MnMn3+2O4、正方
- 方安鉱（senarmontite） - Sb2O3
- 黄安華（stibiconite） - Sb3+Sb5+2O6(OH)
- 鉄黄安華（tripuhyite） - Fe2+Sb5+2O6
- チョートゥー石（kyawthuite、チョートゥーアイト） - Bi3+Sb5+O4、単斜。
- コルンブ石（columbite）
  - 鉄コルンブ石（ferrocolumbite） - FeNb2O6、直方
  - マンガンコルンブ石（manganocolumbite） - (Mn,Fe)(Nb,Ta)2O6、直方
- 閃ウラン鉱（uraninite） - UO2、立方
- トリアナイト（thorianite、方トリウム鉱） - ThO2、立方
- スクルーティニー石（scrutinyite）- PbO2、直方

## 水酸化鉱物
水酸化鉱物は、水酸化物からなる鉱物。酸化鉱物に含める場合もある。
- ダイアスポア（diaspore） - AlO(OH)、直方
- 針鉄鉱（goethite） - FeO(OH)、直方
- 鱗鉄鉱（lepidocrocite） - FeO(OH)、直方
- 水マンガン鉱（manganite） - Mn3+O(OH)、単斜
- 水滑石（Brucite、ブルース石） - Mg(OH)2、三方
- ギブス石（gibbsite） - Al(OH)3、単斜
- ベーム石（Boehmite） - AlO(OH)、直方

## ハロゲン化鉱物
ハロゲン化鉱物とは、金属元素とハロゲン元素とが結合している鉱物。
- 岩塩（halite） - NaCl、立方
- 塩化カリ石（sylvite、カリ岩塩） - KCl、立方
- 角銀鉱（chlorargyrite） - AgCl、立方
- 塩化アンモン石（salammoniac） - NH4Cl、立方
- 蛍石（fluorite） - CaF2、立方
- アタカマ石（atacamite、アタカマ鉱） - Cu2(OH)3Cl、直方
- 氷晶石（cryolite） - Na3AlF6、単斜
- クリード石（creedite） - Ca3Al2F4(OH,F)6(SO4)・2H2O、単斜
- ビリオム石（villiaumite、ビリオマイト）- 　NaF、立方

## 炭酸塩鉱物
炭酸塩鉱物とは、炭酸塩からなる鉱物。
- 方解石グループ

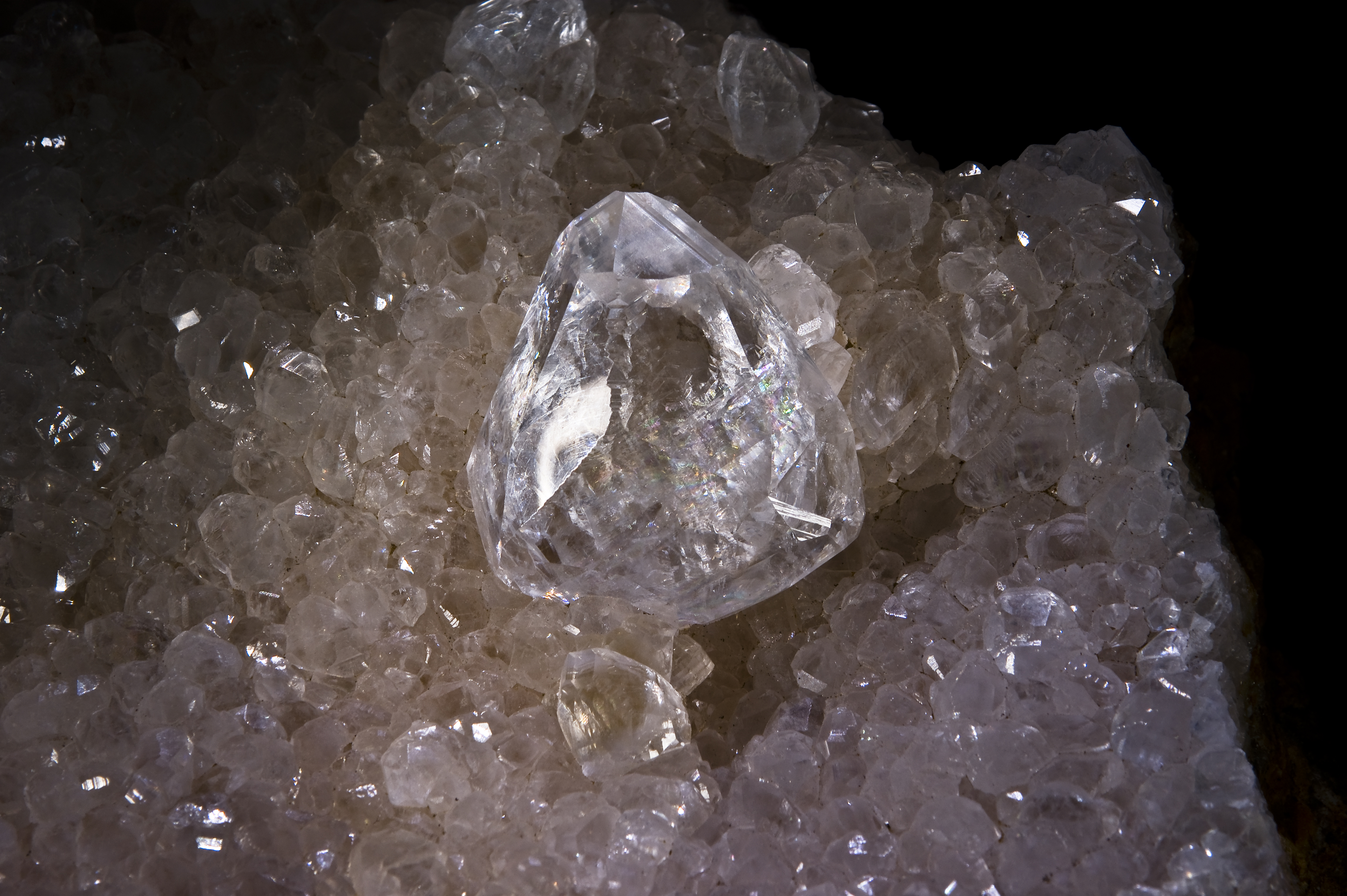
方解石

  - 方解石（calcite） - CaCO3、三方
  - 菱苦土石（magnesite、マグネサイト） - MgCO3、三方
  - 菱鉄鉱（siderite） - FeCO3、三方
  - 菱マンガン鉱（rhodochrosite） - MnCO3、三方
  - 菱亜鉛鉱（smithsonite） - ZnCO3、三方
  - 菱コバルト鉱（sphaerocobaltite） - CoCO3
  - 菱ニッケル鉱（gaspeite） - NiCO3
  - 菱カドミウム鉱（otavite） - CdCO3
- 苦灰石グループ
  - 苦灰石（dolomite、ドロマイト） - CaMg(CO3)2、三方
  - アンケル石（ankerite、鉄苦灰石） - Ca(Fe,Mg,Mn)(CO3)2、三方
  - クトナホラ石（kutnohorite） - Ca(Mn2+,Mg,Fe2+)(CO3)2
  - ミンレコード石（minrecordite） - CaZn(CO3)2
  - ノーセス石（norsethite） - BaMg(CO3)2
- 霰石グループ
  - 霰石（aragonite、アラゴナイト） - CaCO3、直方
  - ストロンチアン石（strontianite） - SrCO3、直方
  - 毒重土石（witherite） - BaCO3、直方
  - 白鉛鉱（cerussite） - PbCO3、直方
- 藍銅鉱（azurite） - Cu3(CO3)2(OH)2、単斜
- 孔雀石（malachite） - Cu2(CO3)(OH)2、単斜
- 水亜鉛銅鉱（aurichalcite） - (Zn,Cu)5(CO3)2(OH)6、単斜
- 炭酸青針銅鉱（carbonate-cyanotrichite） - Cu2+4Al2(CO3,SO4)(OH)12・2H2O、直方
- アルチニ石（artinite） - Mg2(CO3)(OH)2・3H2O、単斜
- 水苦土石（hydromagnesite） - Mg5(CO3)4(OH)2・4H2O、単斜
- 木村石（kimuraite） - CaY2(CO3)4・6H2O、直方

## 硝酸塩鉱物
硝酸塩鉱物とは、硝酸塩からなる鉱物。
- チリ硝石（nitratine） - NaNO3、三方
- 硝石（niter） - KNO3、直方

## ホウ酸塩鉱物
ホウ酸塩鉱物とは、ホウ酸塩からなる鉱物。
- 小藤石（kotoite） - Mg3(BO3)2、直方
- ルドウィヒ石（ludwigite） - (Mg,Fe)2Fe+3O2(BO3)、直方
- カーン石（kernite） - Na2B4O6(OH)2·3H2O、単斜
- 硼砂（borax） - Na2B4O5(OH)4・8H2O、単斜
- 曹灰硼石（ulexite、ウレキサイト、ウレックス石、“テレビ石”） - NaCaB5O6(OH)6・5H2O、三斜
- ウィゼル石（wiserite） - (Mn,Mg)14B8(Si,Mg)O22(OH)10Cl、正方
- 逸見石（henmilite） - Ca2Cu[B(OH)4]2(OH)4、三斜
- ローディズ石（rhodizite） - (K,Cs)Al4Be4(B,Be)12O28、立方
- ロンドン石（londonite） - (Cs,K,Rb)Al4Be4(B,Be)12O28、立方
- ジェレメジェバイト（jeremejevite、エレメエファイト、エレメエフ石、エレミア石）- Al6[(F,OH)3|(BO3)5]、六方
- ペイン石（painite） - CaZrAl9O15(BO3)、六方
- 上八洞石（johachidolite、ジョウハチドーライト） - CaAlB3O7、直方
- シンハリ石（sinhalite） - MgAl(BO4)、直方
- ハンベルジャイト（hambergite、ハンベルグ石） - Be2(BO3)(OH)、直方

## 硫酸塩鉱物
硫酸塩鉱物とは、硫酸塩からなる鉱物。
- 重晶石グループ

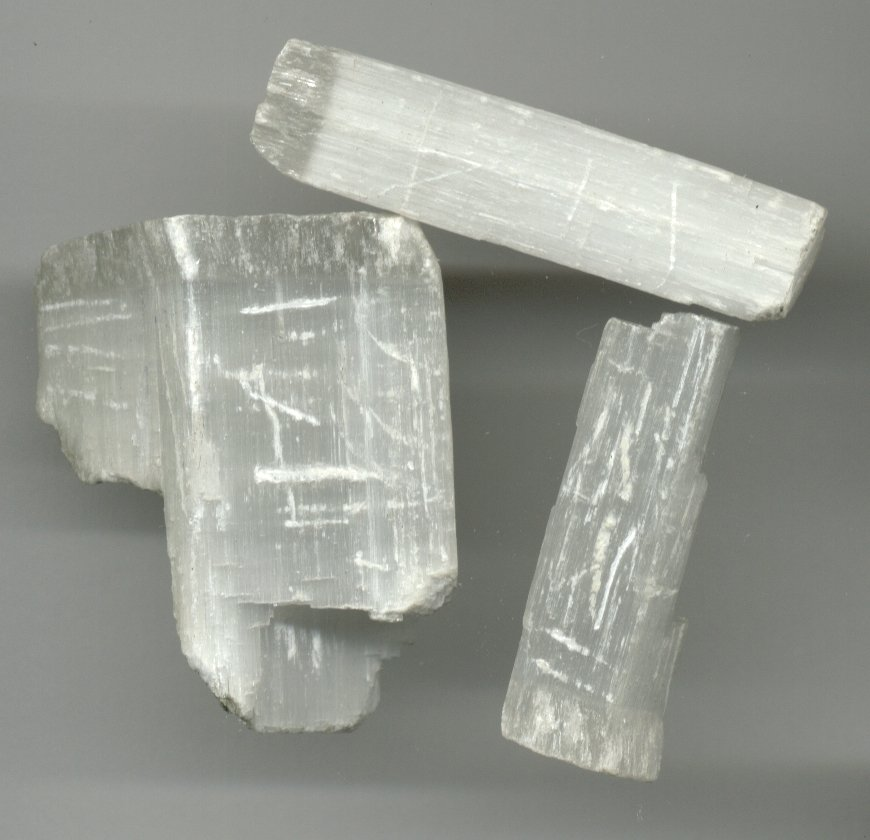
石膏

  - 重晶石（barite） - BaSO4、直方
  - 天青石（celestine） - SrSO4、直方
  - 硫酸鉛鉱（anglesite） - PbSO4、直方
  - ハシェマイト（hashemite） - Ba(Cr,S)O4
- 緑礬グループ
  - 緑礬（melanterite） - FeSO4・7H2O、単斜
  - マラー石（mallardite） - MnSO4・7H2O、単斜
  - 赤礬（bieberite） - CoSO4・7H2O、単斜
  - 亜鉛緑礬（zinc-melanterite） - (Zn,Mn,Mg,Fe)SO4・7H2O、単斜
- 胆礬グループ
  - 胆礬（chalcanthite） - CuSO4・5H2O、三斜
  - 上国石（jokokuite） - Mn2+SO4・5H2O
  - 五水石（pentahydrite） - MgSO4・5H2O
  - シデロチル石（siderotil） - Fe2+SO4・5H2O
- 明礬石グループ
  - 明礬石（alunite） - KAl3(SO4)2(OH)6、三方
  - ソーダ明礬石（natroalunite） - NaAl3(SO4)2(OH)6、三方
  - アンモニウム明礬石（ammonioalunite） - (NH4)Al3(SO4)2(OH)6、三方
  - 南石（minamiite） - (Na,Ca,K,□)Al3(SO4)2(OH)6、三方
  - フーアン石（huangite） - Ca□Al6(SO4)4(OH)12、三方
  - ワールフィアライト（walthierite） - BaAl6(SO4)4(OH)12、三方
  - 鉄明礬石（jarosite） - KFe3+3(SO4)2(OH)6、三方
  - ソーダ鉄明礬石（natrojarosite） - NaFe3+3(SO4)2(OH)6、三方
  - ドラルルチア鉱（dorallcharite） - (Tl,K)Fe3+3(SO4)2(OH)6、三方
  - アンモニウム鉄明礬石（ammoniojarosite） - (NH4)Fe3+3(SO4)2(OH)6、三方
  - 銀鉄明礬石（argentojarosite） - AgFe3+3(SO4)2(OH)6、三方
  - 鉛鉄明礬石（plumbojarosite） - PbFe3+6(SO4)4(OH)12、三方
  - 藁鉄石（hydronium jarosite） - (H3O)Fe3+3(SO4)2(OH)6、三方
  - 尾去沢石（osarizawaite） - PbCuAl2(SO4)2(OH)6、三方
  - ビーバー石（beaverite） - PbCuFe3+2(SO4)2(OH)6、三方
- 石膏（gypsum） - CaSO4・2H2O、単斜
- 硬石膏（anhydrite） - CaSO4、直方
- ブロシャン銅鉱（brochantite） - Cu4(SO4)(OH)6、単斜
- ラング石（langite） - Cu4(SO4)(OH)6・2H2O、単斜
- 青鉛鉱（linarite） - PbCu(SO4)(OH)2、単斜
- 青針銅鉱（cyanotrichite） - Cu2+4Al2(SO4,CO3)(OH)12・2H2O、直方
- 三笠石（mikasaite） - (Fe3+,Al)2(SO4)3、三方
- 大阪石（osakaite） - Zn4SO4(OH)6・5H2O、三斜
- テナルド石（thenardite） - Na2SO4、直方
- ラナルカイト(Lanarkite) -  Pb2(SO4)O 単斜

## クロム酸塩鉱物
クロム酸塩鉱物とは、クロム酸塩からなる鉱物。
- 紅鉛鉱（crocoite） - PbCrO4、単斜

## リン酸塩鉱物

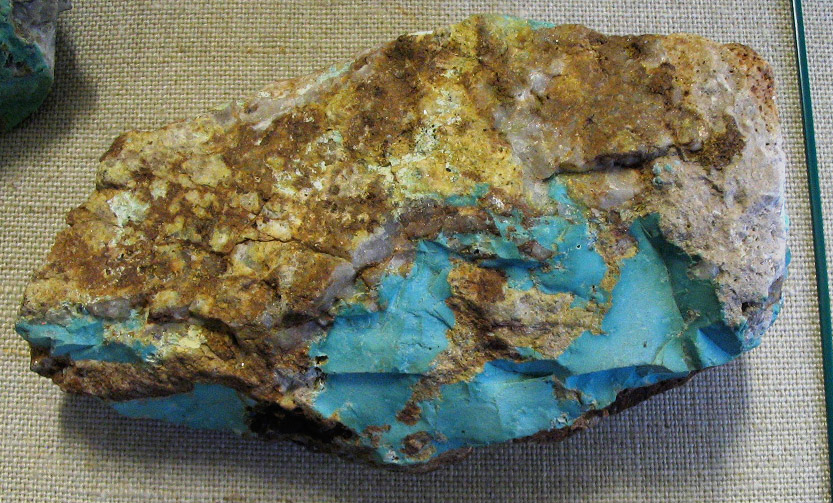
トルコ石

リン酸塩鉱物とは、リン酸塩からなる鉱物。砒酸塩鉱物と結晶構造が似ているものが多い。
- モナズ石グループ
  - モナズ石（monazite-(Ce)） - CePO4、単斜
  - ランタンモナズ石（monazite-(La)） - (La,Ce,Nd)PO4
  - ネオジムモナズ石（monazite-(Nd)） - (Nd,La,Ce)PO4
  - チェラ石（cheralite） - CaTh(PO4)2
- 燐灰石グループ
  - 燐灰石（apatite group）
    - フッ素燐灰石（fluorapatite） - Ca5(PO4)3F、六方
    - 塩素燐灰石（chlorapatite）- Ca5(PO4)3Cl
    - 水酸燐灰石（hydroxylapatite、ハイドロキシアパタイト）- Ca5(PO4)3(OH)
    - 炭酸フッ素燐灰石（carbonate-fluorapatite）- Ca5(PO4,CO3)3F
    - 炭酸水酸燐灰石（carbonate-hydroxylapatite）- Ca5(PO4,CO3)3(OH)

  - 緑鉛鉱（pyromorphite） - Pb5(PO4)3Cl、六方
- 藍鉄鉱グループ
  - 藍鉄鉱（vivianite） - Fe3(PO4)2・8H2O、単斜
  - アループ石(arupite) - Ni3(PO4)2・8H2O
- トルコ石グループ
  - トルコ石（turquoise） - CuAl6(PO4)4(OH)8・4H2O、三斜
- アンブリゴ石グループ
  - アンブリゴ石（amblygonite） - (Li,Na)Al(PO4)(F,OH)、三斜
- バリッシャー石グループ
  - バリッシャー石（variscite） - Al(PO4)・2H2O、斜方
- ラブドフェーングループ
  - ラブドフェーン（rhabdophane-(Ce)） - (Ce,La)PO4・H2O、六方
  - 人形石（ningyoite） - (U,Ca,Ce)2(PO4)2・1-2H2O、直方
- 燐灰ウラン石グループ
  - 燐灰ウラン石（autunite） - Ca(UO2)2(PO4)2・10-12H2O、正方
  - メタ燐ナトロウラン石（metanatroautunite） - Na2(UO2)2(PO4)2・8H2O
  - 燐銅ウラン石（torbernite） - Cu(UO2)2(PO4)2・10-12H2O、正方
  - 燐重土ウラン石（uranocircite） - Ba(UO2)2(PO4)2・10-12H2O、正方
  - 燐苦土ウラン石（saléeite） - Mg(UO2)2(PO4)2・10H2O
  - 燐アルミウラン石（sabugalite）- HAl(UO2)4(PO4)4・16H2O
  - フリッチェ石（fritzscheite） - Mn(UO2)2(PO4,VO4)2・10H2O (?)
- 擬孔雀石 (pseudomalachite、シュードマラカイト)  - Cu5(PO4)2(OH)4、単斜
- ベゼリ石（veszelyite） - (Cu,Zn)3(PO4)(OH)3・2H2O、単斜
- ゼノタイム（xenotime-(Y)） - YPO4、正方
- ヘルデル石（herderite） - CaBe(PO4)F、単斜
- 水酸ヘルデル石（hydroxylherderite） - CaBe(PO4)(OH)、単斜
- ヴェイリネナイト（väyrynenite） - BeMn2+(PO4)(OH)、単斜
- ベリロナイト（beryllonite） - NaBePO4、単斜
- 天藍石（lazulite、ラズライト） - MgAl2(PO4)2(OH)2、単斜、(※青金石(lazurite)とは異なる)
- アウゲライト（augelite、アウゲル石、燐礬土石） - Al2(PO4)(OH)3、単斜
- 銀星石（wavellite） - Al3(PO4)2(OH,F)3・5H2O 直方
- カコクセン石（cacoxenite） - AlFe3+24O6(OH)12(PO4)17・~75H2O、六方
- フォスフォフィライト（phosphophyllite、燐葉石）- Zn2Fe(PO4)2・4H2O、単斜
- ラドラム鉄鉱（Ludlamite） - (Fe,Mn,Mg)
3(PO
4)
2 · 4H2O、単斜

## ヒ酸塩鉱物
ヒ酸塩鉱物とは、ヒ酸塩からなる鉱物。リン酸塩鉱物と似た点が多く、両者の間を連続的に変化する鉱物も多いため、グループ名も同じものが用いられる。
- モナズ石グループ
  - ガスパリ石(gasparite-(Ce)) - (Ce,La,Nd)AsO4
  - ルーズベルト石(rooseveltite) - BiAsO4
- 燐灰石グループ
  - ミメット鉱（mimetite） - Pb5(AsO4)3Cl、六方
- 藍鉄鉱グループ
  - ニッケル華（annabergite） - Ni3(AsO4)2・8H2O、単斜
  - コバルト華（erythrite） - Co3(AsO4)2・8H2O、単斜
  - 亜砒藍鉄鉱（parasymplesite） - Fe+32(AsO4)2・8H2O
- バリッシャー石グループ
  - スコロド石（scorodite） - Fe3+AsO4・2H2O、直方
- 燐灰ウラン石グループ
  - 砒灰ウラン石（uranospinite） - Ca(UO2)2(AsO4)2・10H2O
  - 砒重土ウラン石（heinrichite ）- Ba(UO2)2(AsO4)2・10-12H2O
  - 砒銅ウラン石（zeunerite）- Cu(UO2)2(AsO4)2・10-16H2O
  - 砒鉄ウラン石（kahlerite） - Fe(UO2)2(AsO4)2・12H2O
  - 砒苦土ウラン石（nováčekite） - Mg(UO2)2(AsO4)2・12H2O
  - トロウガー石（trögerite） - (H3O)(UO2)(AsO4)・3H2O
- オリーブ銅鉱（olivenite） - Cu2AsO4(OH)、単斜
- アダム石（adamite、アダマイト、アダム鉱、水砒亜鉛鉱） - Zn2AsO4(OH)、直方
- ビューダン石（ドイツ語版、フランス語版）（beudantite） - PbFe3(AsO4)(SO4)(OH)6

## バナジン酸塩鉱物
バナジン酸塩鉱物とは、バナジン酸塩からなる鉱物。
- 褐鉛鉱（vanadinite、バナジン鉛鉱） - Pb5(VO4)3Cl、六方
- カルノー石（carnotite） - K2(UO2)2V2O8・3H2O、単斜

## タングステン酸塩鉱物
タングステン酸塩鉱物とは、タングステン酸塩からなる鉱物。
- 鉄重石（ferberite） - FeWO4、単斜
- マンガン重石（hübnerite） - MnWO4、単斜
- 鉛重石（stolzite） - PbWO4、正方
- 灰重石（scheelite） - CaWO4、正方

## モリブデン酸塩鉱物
モリブデン酸塩鉱物とは、モリブデン酸塩からなる鉱物。
- モリブデン鉛鉱（wulfenite、水鉛鉛鉱、黄鉛鉱） - PbMoO4、正方
- パウエル鉱（powellite、灰水鉛鉱） - CaMoO4、正方
- 水鉛華（ferrimolybdite） - Fe3+2(MoO4)3・7-8H2O、直方

## ケイ酸塩鉱物
ケイ酸塩鉱物とは、ケイ酸塩からなる鉱物。

### ネソケイ酸塩鉱物
SiO4四面体が独立している島状四面体型ケイ酸塩鉱物。
- 橄欖石（olivine group）
  - 苦土橄欖石（forsterite） - Mg2SiO4、直方
  - 鉄橄欖石（fayalite） - Fe2SiO4、直方
  - テフロ石（tephroite、マンガン橄欖石） - Mn2SiO4、直方
  - モンチセリ石（monticellite） - CaMgSiO4、直方
  - クネーベル石 (knebelite) - (Fe,Mn)2SiO4、直方
  - 灰マンガン橄欖石 (glaucochroite) - (Ca,Mn)2SiO4、直方
- 柘榴石（石榴石、garnet、ガーネット）
  - 苦礬柘榴石（pyrope） - Mg3Al2(SiO4)3、立方
  - 鉄礬柘榴石（almandine） - Fe3Al2(SiO4)3、立方
  - 満礬柘榴石（spessartine） - Mn3Al2(SiO4)3、立方
  - 灰鉄柘榴石（andradite） - Ca3Fe3+2(SiO4)3、立方
  - 灰礬柘榴石（grossular） - Ca3Al2(SiO4)3、立方
  - 灰クロム柘榴石（uvarovite） - Ca3Cr2(SiO4)3、立方
  - 灰バナジン柘榴石（goldmanite） - Ca3V2(SiO4)3
  - kimzeyite - Ca3(Zr,Ti)2(Si,Al,Fe3+)3O12
  - 森本柘榴石（morimotoite） - Ca3TiFeSi3O12
  - ヒブシュ柘榴石（hibschite） - Ca3Al2(SiO4)1.5-3(OH)6-0
  - 加藤柘榴石（katoite） - Ca3Al2(SiO4)3-x(OH)4x
- ジルコン（zircon、風信子鉱） - ZrSiO4、正方
- ハットン石(huttonite) - ThSiO4
- 珪亜鉛鉱 (willemite) - Zn2SiO4、三方
- フェナク石 (phenakite) - Be2SiO4、三方
- 珪線石（sillimanite） - Al2SiO5、直方
- 紅柱石（andalusite） - Al2SiO5、直方
- 藍晶石（kyanite） - Al2SiO5、三斜
- チタン石（titanite、くさび石、スフェーン、sphene） - CaTiSiO5、単斜
- マラヤ石（malayaite） - CaSnSiO5、単斜
- トパズ（topaz、黄玉） - Al2SiO4(F,OH)2、直方
- ユークレース (euclase) - BeAlSiO4(OH)、単斜
- 十字石（staurolite） - (Fe,Mg)4Al17O13(Si,Al)8O32(OH)3、単斜
- ダトー石（datolite） - Ca2B2Si2O8(OH)2、単斜
- ガドリン石 (gadolinite) - Be2FeY2Si2O10、単斜
- ホミライト (homilite) - Ca2B2Si2O10、単斜
- ブラウン鉱（braunite、褐マンガン鉱） - MnMn3+6(SiO4)O8、正方
- 硬緑泥石（chloritoid） - (Fe,Mg,Mn)2Al4Si2O10(OH)4、単斜・三斜
- スパー石（spurrite） - Ca5(SiO4)2(CO3)、単斜
- デュモルチェ石（dumortierite） - Al7(BO3)(SiO4)3O3、直方
- グランディディエライト（grandidierite） - (Mg,Fe)Al3(BO3)(SiO4)O2、直方
- ヒューム石 (humite) - Mg7(SiO4)3(F,OH)2、直方
- 単斜ヒューム石（clinohumite） - Mg9(SiO4)4(OH,F)2、単斜
- アレガニー石（alleghanyite） - Mn5(SiO4)2(OH)2、単斜
- コンドロド石 (chondrodite) - Mg5(SiO4)2F2

### ソロケイ酸塩鉱物
SiO4四面体が2つ結合している群構造型ケイ酸塩鉱物。
- 斧石グループ（axinite group）
  - 鉄斧石（ferro-axinite） - Ca2FeAl2BSi4O15(OH)、三斜
  - 苦土斧石（magnesioaxinite） - Ca2MgAl2BSi4O15(OH)、三斜
  - マンガン斧石（manganaxinite） - Ca2MnAl2BSi4O15(OH)、三斜
  - チンゼン斧石（tinzenite） - CaMn2Al2BSi4O15(OH)、三斜
- 黄長石（melilite、メリライト）
- ゲーレン石（gehlenite） - Ca2Al(AlSi)O7、正方
- ローソン石（lawsonite） - CaAl2Si2O7(OH)・H2O、直方
- 灰簾石（zoisite、ゾイサイト、黝簾石） - Ca2AlAl2(Si2O7)(SiO4)O(OH)、直方
- 単斜灰簾石（clinozoisite、クリノゾイサイト） - Ca2AlAl2(Si2O7)(SiO4)O(OH)、単斜
- 緑簾石（epidote） - Ca2Fe3+Al2(Si2O7)(SiO4)O(OH)、単斜
- 紅簾石（piemontite） - Ca2Mn3+Al2(Si2O7)(SiO4)O(OH)、単斜
- 褐簾石（allanite-(Ce)） - CaCeAl2Fe2+(SiO4)(Si2O7)(OH)、単斜
- ベスブ石（vesuvianite、idocrase） - Ca19(Fe,Mn)(Al,Mg,Fe)8Al4(F,OH)2(OH,F,O)8(SiO4)10(Si2O7)4、正方
- 異極鉱（hemimorphite、ヘミモルファイト） - Zn4Si2O7(OH)2・H2O、直方
- ベルトラン石 (bertrandite) - Be4Si2O7(OH)2、直方
- 珪灰鉄鉱（ilvaite、lievrite） - CaFe2Fe3+O(Si2O7)(OH)、直方・単斜
- コーネルピン（kornerupine、コルネルプ石） - (Mg,Fe2+)4Al6(Si,Al,B)5O21(OH)、直方
- プリズマティン（prismatine、プリスマティン） - (Mg,Al,Fe)6Al4(Si,Al)4(B,Si,Al)(O,OH,F)22、直方
- ズニ石（zunyite） - Al13Si5O20(OH,F)18Cl、立方

### サイクロケイ酸塩鉱物

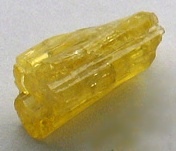
緑柱石

SiO4四面体が6つ環状結合している環状体型ケイ酸塩鉱物。
- 翠銅鉱（dioptase） - CuSiO3·H2O、三方
- ベニト石グループ（benitoite group）
  - ベニト石（benitoite） - BaTiSi3O9、六方
  - バジライト（bazirite） - BaZrSi3O9、六方
  - パブスト石（pabstite） - Ba(Sn,Ti)Si3O9、六方
  - ウェード石（wadeite、ワデ石） - K2ZrSi3O9、六方
- ユーディアル石グループ（eudialyte group）
  - ユーディアル石（eudialyte） - Na15Ca6Fe3Zr3Si(Si25O73)(O,OH,H2O)3(Cl,OH)2、三方
  - マンガンユーディアル石（mamganoeudialyte） - Na14Ca6Mn3Zr3[Si26O72](OH)2(H2O,Cl,O,OH)6、三方
  - ホミャコフ石（khomyakovite） - Na12Sr3Ca6Fe3Zr3W[Si25O73](O,OH,H2O)3(Cl,OH)2、三方
  - マンガンホミャコフ石（manganokhomyakovite） - Na12Sr3Ca6Mn3Zr3W[Si25O73](O,OH,H2O)3(Cl,OH)2、三方
  - 炭酸ケントブルックス石（carbokentbrooksite） - Na15Ca6(Mn2+3)Zr3[Si3O9]2[Si9O27SiO][Si9O27]Nb(OH)3(CO3)(H2O)、三方
  - 鉄ケントブルックス石（ferrokentbrooksite） - Na15Ca6(Fe,Mn)3Zr3NbSi25O73(O,OH,H2O)3Cl2、三方
  - ラビリンス石（labyrinthite） - (Na,K,Sr)35Ca12Fe3Zr6TiSi51O144(O,OH,H2O)9Cl3、三方
  - オニール石（oneillite） - Na15Ca6Mn3Fe2+ 3Zr3Nb(Si25O73)(O,OH,H2O)3(Cl,OH)2、三方
- 緑柱石グループ（beryl group）
  - 緑柱石（beryl） - Be3Al2Si6O18、六方
  - バッツィ石（bazzite） - Be3Sc2Si6O18、六方
  - ペツォッタイト（pezzottaite） - Cs(Be2Li)Al2Si6O18、三方
  - ジョンコイヴライト（johnkoivulaite） - Cs[Be2B]Al2Si6O18、六方
  - アブディーブ石（avdeevite） - (Na,Cs)(Be2Li)Al2Si6O18、六方
  - ストッパーニ石（stoppaniite） - Be3Fe3+ 2Si6O18·H2O、六方
- 菫青石（cordierite、コーディエライト） - Mg2Al4Si5O18・nH2O、直方
- 大隅石グループ（osumilite group）
  - 大隅石（osumilite） - (K,Na)(Fe 2+,Mg)2(Al,Fe3+)3(Si,Al)12O30、六方
  - 苦土大隅石（osumilite-(mg)） - KMg2Al3(Si,Al)12O30、六方
  - 杉石（sugilite） - KNa2Fe3+2Li3Si12O30、六方
  - アルミノ杉石（aluminosugilite） - KNa2Al2Li3Si12O30、六方
  - ソグド石（sogdianite、ソグディアナイト） - (K,Na)2(Li,Fe2+)3(Zr,Ti,Fe3+)Si12O30、六方
  - ポードレッタイト（poudretteite）KNa2B3Si12O30、六方
  - ローレントーマサイト（laurentthomasite） - Mg2K(Be2Al)Si12O30、六方
- 電気石（tourmaline、トルマリン）
  - リシア電気石 (elbaite) - Na(Li,Al)3Al6(BO3)3Si6O18(OH)4、三方
  - 鉄電気石 (schorl) - NaFe3Al6(BO3)3Si6O18(OH)4、三方
  - 苦土電気石 (dravite) - NaMg3Al6(BO3)3Si6O18(OH)4、三方
  - リディコート電気石 (liddicoatite) - Ca(Li,Al)3Al6(BO3)3Si6O18(O,OH,F)4、三方
  - オーレン電気石 (olenite) - Na1-xAl3Al6(BO3)3Si6O18(O,OH)4、三方
  - 鉄灰電気石 (feruvite) - CaFe3(Al5Mg)(BO3)3Si6O18(OH,F)4、三方
  - 灰電気石 (uvite) - CaMg3(Al5Mg)(BO3)3Si6O18(OH,F)4、三方
  - フォイト電気石 (foitite) - □Fe2AlAl6(BO3)3Si6O18(OH,F)4、三方
  - 苦土フォイト電気石 (magnesiofoitite) -  □Mg2AlAl6(BO3)3Si6O18(OH,F)4、三方
  - 丸山電気石 (maruyamaite) - K(MgAl2)(Al5Mg)(BO3)3(Si6O18)(OH)3O、三方

### イノケイ酸塩鉱物
SiO4四面体が直線状に結合している繊維状型ケイ酸塩鉱物。
- 輝石グループ（pyroxene group）
  - 斜方輝石（rhombic pyroxenes）
    - 頑火輝石（enstatite） - (Mg,Fe)2Si2O6、直方
    - 鉄珪輝石（ferrosilite） - (Fe,Mg)2Si2O6、直方

  - 単斜輝石（monoclinic pyroxenes）
    - ピジョン輝石（pigeonite） - (Mg,Fe,Ca)2Si2O6、単斜
    - 透輝石（diopside） - CaMgSi2O6、単斜
    - 灰鉄輝石（hedenbergite） - CaFeSi2O6、単斜
    - 普通輝石（augite） - (Ca,Mg,Fe)2Si2O6、単斜
    - ヨハンセン輝石（johannsenite） - CaMnSi2O6、単斜
    - オンファス輝石（omphacite） - (Ca,Na)(Mg,Fe2+,Al,Fe3+)Si2O6、単斜
    - ひすい輝石（翡翠輝石、jadeite、硬玉） - NaAlSi2O6、単斜
    - エジリン輝石（aegirine、錐輝石） - NaFe3+Si2O6、単斜
    - コスモクロア輝石（kosmochlor） - NaCr3+Si2O6、単斜
    - リシア輝石（spodumene） - LiAlSi2O6、単斜
- 準輝石グループ（pyroxenoid group）
  - 珪灰石（wollastonite） - Ca3Si3O9、三斜
  - バスタム石（bustamite） - (Mn,Ca)3Si3O9、三斜
  - ばら輝石（rhodonite、ロードナイト） - (Mn,Ca)5Si5O15、三斜
  - パイロクスマンガン石（pyroxmangite） - (Mn,Fe)7Si7O21、三斜
- ペクトライト（pectolite、ソーダ珪灰石） - Ca2NaSi3O8(OH)、三斜
- バビントン石（babingtonite） - Ca2FeFe3+Si5O14(OH)、三斜
- 角閃石グループ（amphibole group）
  - 斜方角閃石
    - 直閃石（anthophyllite） - (Mg,Fe)7Si8O22(OH)2、直方

  - 単斜角閃石
    - カミントン閃石（cummingtonite） - (Mg,Fe)7Si8O22(OH)2、単斜
    - グリュネル閃石（grunerite） - Fe7Si8O22(OH)2、単斜
    - 透閃石（tremolite） - Ca2(Mg,Fe)5Si8O22(OH)2 (Mg/(Mg+Fe)=1.0-0.9)、単斜
    - 緑閃石（透緑閃石、actinolite、アクチノ閃石、陽起石） - Ca2(Mg,Fe)5Si8O22(OH)2 (Mg/(Mg+Fe)=0.5-0.9)、単斜
    - 苦土普通角閃石（magnesiohornblende） - Ca2Mg4AlSi7AlO22(OH)2、単斜
    - 鉄普通角閃石（ferohornblende） - Ca2Fe4(Al,Fe3+)Si7AlO22(OH)2、単斜
      - 普通角閃石（hornblende、ホルンブレンド） - 苦土普通角閃石または鉄普通角閃石

    - 藍閃石（glaucophane） - Na2Mg3Al2Si8O22(OH)2、単斜
    - リーベック閃石（riebeckite、曹閃石） - Na2Fe3(Fe3+,Al)2Si8O22(OH)2、単斜
- プランヘ石（plancheite、プランチェアイト）-C8Si8O22(OH) 4H2O
- チャロアイト（charoite、チャロ石） - K(Ca,Na)2Si4O10(OH,F)・nH2O、単斜

### フィロケイ酸塩鉱物

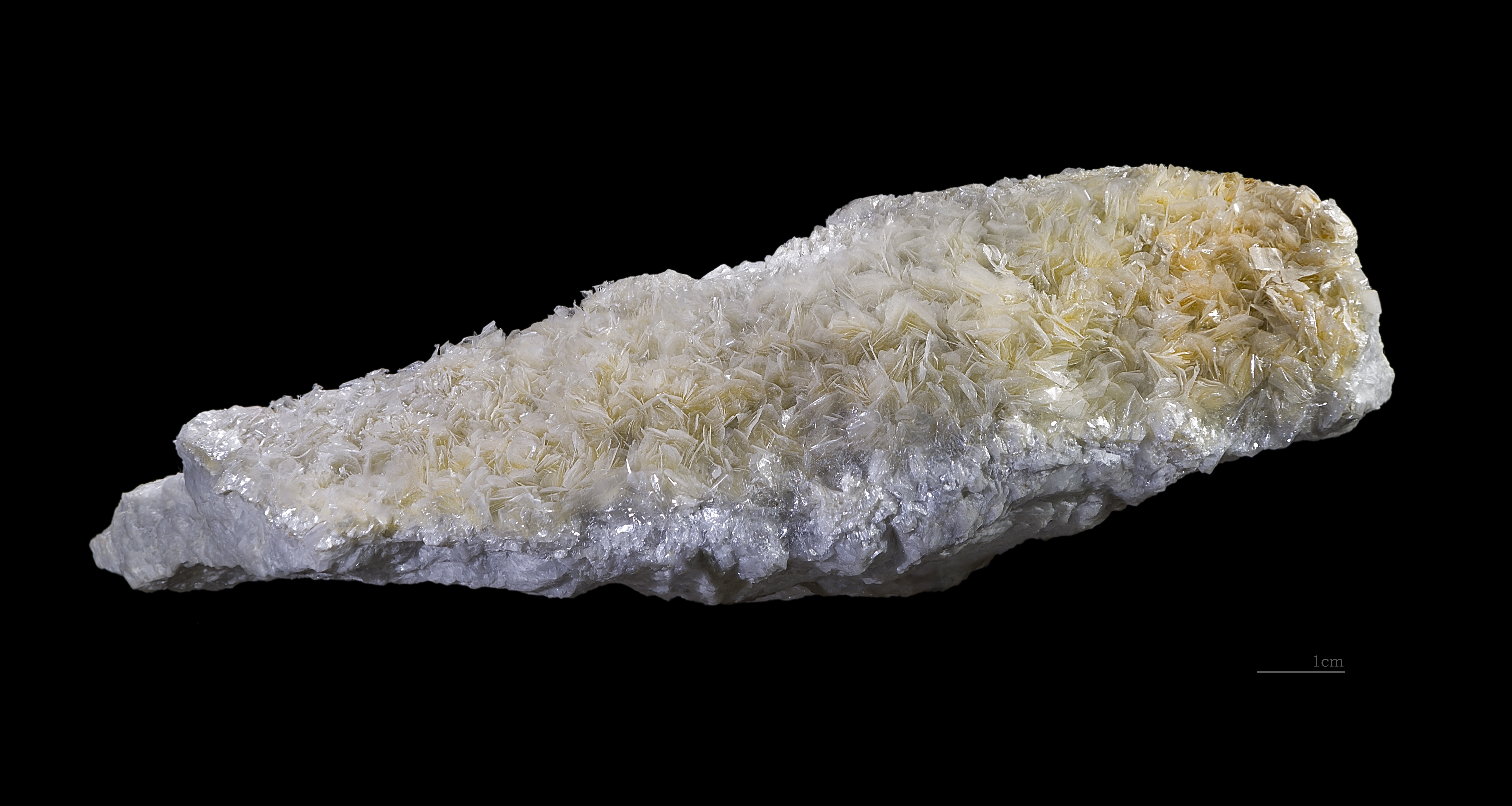
滑石

SiO4四面体が面状に結合している層状型ケイ酸塩鉱物。
- カオリナイト（kaolinite） - Al4Si4O10(OH)8、三斜・単斜
- ハロイ石（halloysite、ハロイサイト） - Al4Si4O10(OH)8・4H2O、単斜
- 蛇紋石（serpentine）
  - アンチゴライト（antigorite、葉蛇紋石） - (Mg,Fe)6Si4O10(OH)8、単斜
  - 単斜クリソタイル石（clinochrysotile） - Mg6Si4O10(OH)8、単斜
  - 斜方クリソタイル石（orthochrysotile） - Mg6Si4O10(OH)8、直方
  - リザード石（lizardite） - Mg6Si4O10(OH)8、六方
- 珪ニッケル鉱（garnierite） - 含水ケイ酸塩鉱物混合物
- スメクタイトグループ（smectite group）
  - モンモリロン石（montmorillonite、モンモリロナイト） - (Na,Ca)0.33(Al,Mg)2Si4O10(OH)2・nH2O、単斜
  - ヘクトライト（hectorite）
- 葉ろう石（pyrophyllite） - Al2Si4O10(OH)2、単斜・三斜
- 滑石（talc） - Mg3Si4O10(OH)2、単斜・三斜
- 雲母グループ（mica group）
  - （true mica）
    - 白雲母（muscovite） - KAl2(AlSi3)O10(OH)2、単斜
      - 絹雲母（sericite、セリサイト） - 微細な白雲母

    - 金雲母（phlogopite） - KMg3AlSi3O10(OH,F)2、単斜
    - 鉄雲母（annite） - KFe3AlSi3O10(OH,F)2、単斜
      - 黒雲母（biotite） - 金雲母と鉄雲母の中間

    - トリリシオ雲母（trilithionite） - KLi1.5Al1.5AlSi3O10F2、単斜
    - ポリリシオ雲母（polylithionite） - KLi2AlSi4O10F2、単斜
      - リチア雲母（lepidolite、鱗雲母、紅雲母） - トリリシオ雲母とポリリシオ雲母の系列
      - チンワルド雲母（zinnwaldite） - シデロフィライトとポリリシオ雲母の系列

    - ロスコー雲母（roscoelite、バナジン雲母） - K(V3+,Al)2(AlSi3O10)(OH)2、単斜

  - 脆雲母グループ（brittle mica group）
    - 真珠雲母（margarite） - CaAl2Al2Si2O10(OH)2、単斜
    - イライト（illite）
    - 海緑石（glauconite） - (K,Na,Ca)(Fe3+,Al,Mg,Fe)2(Si,Al)4O10(OH)2、単斜
- 緑泥石グループ（chlorite group）
  - クリノクロア石（clinochlore） - (Mg,Fe)5Al(Si3Al)O10(OH)8、単斜
    - 菫泥石（kämmererite） - クロムを含む菫色のクリノクロア石

  - スチルプノメレン（stilpnomelane）
- 苦土蛭石（vermiculite） - Mg1-x(Mg,Fe,Fe3+,Al)3(S,Al)4O10(OH)2・4H2O、単斜
- ガイロル石（gyrolite） - NaCa16(Si23Al)O60(OH)8・14H2、三斜
- オーケン石（okenite） - Ca10Si18O46・18H2O
- 葡萄石（prehnite、プレーナイト） - Ca2AlAlSi3O10(OH)2、直方・単斜
- 魚眼石グループ（apophyllite group）
  - フッ素魚眼石（fluorapophyllite） - KCa4Si8O20F・8H2O、正方
  - 水酸魚眼石（hydroxylapophyllite） - KCa4Si8O20(OH,F)・8H2O、正方
- 珪孔雀石（chrysocolla） - (Cu,Al)2H2Si2O5(OH,O)4・nH2O、単斜
- カバンシ石（cavansite） - Ca(VO)Si4O10・4H2O、直方
- ペンタゴン石（pentagonite） - Ca(VO)Si4O10・4H2O、直方

### テクトケイ酸塩鉱物
SiO4四面体が網目状に結合している網目構造型ケイ酸塩鉱物。
- SiO2鉱物 → #酸化鉱物
- 長石グループ（feldspar group）
  - アルカリ長石（alkali feldspar）
    - 正長石（orthoclase） - KAlSi3O8、単斜
    - サニディン（sanidine、玻璃長石） - (K,Na)AlSi3O8、単斜
    - 微斜長石（microcline、マイクロクリン） - KAlSi3O8、三斜
    - アノーソクレース（anorthoclase、曹微斜長石） - (Na,K)AlSi3O8、単斜・三斜

  - 斜長石（plagioclase）
    - 曹長石（albite） - NaAlSi3O8、三斜
    - 灰長石（anorthite） - CaAl2Si2O8、三斜

  - ペタル石（petalite、葉長石） - LiAlSi4O10、単斜
- 準長石グループ（feldspathoid group）
  - 霞石（nepheline、ネフェリン） - (Na,K)AlSiO4、六方
    - カリ霞石（kalsilite、カルシライト）- KAlSiO4 六方
    - 灰霞石（cancrinite、カンクリナイト）- (Na,Ca)7-8Al6Si6O24(CO3,SO4,Cl)1.5-2・1-5H2O  六方

  - 白榴石（leucite） - K[AlSi2O6]、正方
  - アンモニウム白榴石（ammonioleucite） - (NH4)[AlSi2O6]、正方
  - 方ソーダ石（sodalite、ソーダライト）- Na4Al3Si3O12Cl、立方
  - 藍方石（haüyne、アウイン）- (Na,Ca)4-8Al6Si6O24(SO4,S)1-2、立方
  - 青金石（lazurite、ラズライト） - (Na,Ca)8(AlSiO4)6(SO4,S,Cl)2、立方(※天藍石(lazulite)とは異なる)
  - 黝方石（nosean、ノゼアン） - Na8Al6Si6O24(SO4)、立方
  - アフガン石（afghanite、アフガナイト） - (Na,K)22Ca10(Si24Al24O96)(SO4)6Cl6、三方
- ヘルビングループ（helvine group）
  - ヘルビン（helvine、helvite、ヘルバイト） - Mn4Be3(SiO4)3S、立方
  - 亜鉛ヘルビン（genthelvite） - Zn4Be3(SiO4)3S、立方
  - デーナ石（danalite） - Fe4Be3(SiO4)3S、立方
  - ツグツプ石（tugtupite、ツグツープ石、タグタップ石） - Na4BeAlSi4O12Cl、立方
- 柱石（scapolite、スカポライト）
  - 曹柱石（marialite） - (Na,Ca)4[Al(Al,Si)Si2O8]3(Cl,CO3,SO4)、正方
  - 灰柱石 - Ca4Al6Si6O24CO3
- 沸石グループ（zeolite group、ゼオライト）
  - アミチ沸石（amicite） - K4Na4[Al8Si8O32]・10H2O、単斜
  - 方沸石（analcime） -  Na[AlSi2O6]・H2O、立方・正方・直方・単斜・三斜
  - バレル沸石（barrerite）- Na2[Al2Si7O18]・6H2O、直方
  - ベルベルヒ沸石（bellbergite） - (K,Ba,Sr)2Sr2Ca2(Ca,Na)4[Al18Si18O72]・30H2O、六方
  - ビキタ沸石（bikitaite） - Li[AlSi2O6]・H2O、単斜・三斜
  - ボッグス沸石（boggsite） - Ca8Na3[Al19Si77O192]・70H2O、直方
  - ブリュースター沸石（brewsterite）（※系列名） - (Sr,Ba)2[Al4Si12O32]・10H2O、単斜・三斜
    - ストロンチウムブリュースター沸石（brewsterite-Sr）
    - 重土ブリュースター沸石（brewsterite-Ba）

  - 菱沸石（chabazite）（※系列名） - (Ca0.5,Na,K)4[Al4Si8O24]・12H2O、三方・三斜
    - 灰菱沸石（chabazite-Ca）
    - ソーダ菱沸石（chabazite-Na）
    - カリ菱沸石（chabazite-K）

  - キアヴェンナ石（chiavennite） - CaMn[Be2Si5O13(OH)2]・2H2O、直方
  - 斜プチロル沸石（clinoptilolite）（※系列名） - (Na,K,Ca0.5,Sr0.5,Ba0.5,Mg0.5)6[Al6Si30O72]・〜20H2O、単斜
    - カリ斜プチロル沸石（clinoptilolite-K）
    - ソーダ斜プチロル沸石（clinoptilolite-Na）
    - 灰斜プチロル沸石（clinoptilolite-Ca）

  - コウルス沸石（cowlesite） - Ca[Al2Si3O10]・5.3H2O、直方
  - ダキアルディ沸石（dachiardite）（※系列名） - (Ca0.5,Na,K)4-5[Al4-5Si20-19O48]・13H2O、単斜
    - 灰ダキアルディ沸石（dachiardite-Ca）
    - ソーダダキアルディ沸石（dachiardite-Na）

  - エディントン沸石（edingtonite） - Ba[Al2Si3O10]・4H2O、直方・正方
  - 剥沸石（epistilbite） - (Ca,Na2)[Al2Si4O12]・4H2O、単斜・三斜
  - エリオン沸石（erionite）（※系列名） - K2(Na,Ca0.5)8[Al10Si26O72]・30H2O、六方
    - ソーダエリオン沸石（erionite-Na）
    - カリエリオン沸石（erionite-K）
    - 灰エリオン沸石（erionite-Ca）

  - フォージャス沸石（faujasite）（※系列名） - (Na,Ca0.5,Mg0.5,K)x[AlxSi12-xO24]・16H2O、立方
    - 曹達フォージャス沸石（faujasite-Na）
    - 灰フォージャス沸石（faujasite-Ca）
    - 苦土フォージャス沸石（faujasite-Mg）

  - フェリエ沸石（ferrierite）（※系列名） -  (K,Na,Mg0.5,Ca0.5)6[Al6Si30O72]・18H2O、直方・単斜
    - 苦土フェリエ沸石（ferrierite-Mg）
    - カリフェリエ沸石（ferrierite-K）
    - ソーダフェリエ沸石（ferrierite-Na）

  - ガロン沸石（garronite）- NaCa2.5[Al6Si10O32]・14H2O、正方・直方
  - ゴールト石（gaultite） - Na4[Zn2Si7O18]・5H2O、直方
  - ギスモンド沸石（gismondine） -  Ca[Al2Si2O8]・4.5H2O、単斜
  - グメリン沸石（gmelinite）（※系列名） - (Na2,Ca,K2)4[Al8Si16O48]・22H2O、六方
    - ソーダグメリン沸石（gmelinite-Na）
    - 灰グメリン沸石（gmelinite-Ca）
    - カリグメリン沸石（gmelinite-K）

  - ゴビンス沸石（gobbinsite） - Na5[Al5Si11O32]・12H2O、直方
  - ゴナルド沸石（gonnardite） - (Na,Ca)6-8[(Al,Si)20O40]・12H2O、正方
  - グーズクリーク沸石（goosecreekite） - Ca[Al2Si6O16]・5H2O、単斜
  - ゴタルディ沸石（gottardiite） - Na3Mg3Ca5[Al19Si117O272]・93H2O、直方
  - 重土十字沸石（harmotome） - (Ba0.5,Ca0.5,K,Na)5[Al5Si11O32]・12H2O、単斜
  - 輝沸石（heulandite）（※系列名） - (Ca0.5,Sr0.5,Ba0.5,Mg0.5,Na,K)9[Al9Si27O72]・〜24H2O、単斜
    - 灰輝沸石（heulandite-Ca）
    - ストロンチウム輝沸石（heulandite-Sr）
    - ソーダ輝沸石（heulandite-Na）
    - カリ輝沸石（heulandite-K）

  - シャンファ石（hsianghualite） - Li2Ca3[Be3Si3O12]F2、立方
  - カリボルサイト（kalborsite） - K6[Al4Si6O20]B(OH)4Cl、正方
  - 濁沸石（laumontite） - Ca4[Al8Si16O48]・18H2O、単斜
  - レビ沸石（levyne）（※系列名） - (Ca0.5,Na,K)6[Al6Si12O36]・〜17H2O、三方
    - 灰レビ沸石（levyne-Ca）
    - ソーダレビ沸石（levyne-Na）

  - ロヴダル石（lovdarite） - K4Na12[Be8Si28O72]・18H2O、直方
  - マリコパ石（maricopaite） - (Pb7Ca2)[Al12Si36(O,OH)100]・n(H2O,OH), n〜32、直方
  - マッシィ沸石（mazzite） - (Mg2.5K2Ca1.5)[Al10Si26O72]・30H2O、六方
  - メルリーノ沸石（merlinoite） -  K5Ca2[Al9Si23O64]・22H2O、直方
  - 中沸石（mesolite） - Na16Ca16[Al48Si72O240]・64H2O、直方
  - モンテソンマ沸石（montesommaite） - K9[Al9Si23O64]・10H2O、直方
  - モルデン沸石（mordenite） - (Na2,Ca,K2)4[Al8Si40O96]・28H2O、直方
  - ムティーナ沸石（mutinaite） - Na3Ca4[Al11Si85O192]・60H2O、直方
  - ソーダ沸石（natrolite） - Na2[Al2Si3O10]・2H2O、直方
  - オフレ沸石（offrétite） - CaKMg[Al5Si13O36]・16H2O、六方
  - パハサパ石（pahasapaite） - (Ca5.5Li3.6K1.2Na0.2□13.5)Li8[Be24P24O96]・38H2O、立方
  - パルテ沸石（parthéite） - Ca2[Al4Si4O15(OH)2]・4H2O、単斜
  - ポーリン沸石（paulingite）（※系列名） - (K,Ca0.5,Na,Ba0.5)10[Al10Si32O84]・27-44H2O、立方
    - 曹達ポーリング沸石（paulingite-Na）
    - カリポーリング沸石（paulingite-K）
    - カルシウムポーリング沸石（paulingite-Ca）

  - パーリアル沸石（perlialite） - K9Na(Ca,Sr)[Al12Si24O72]・15H2O、六方
  - 十字沸石（phillipsite）（※系列名） - (K,Na,Ca0.5,Ba0.5)x[AlxSi16-xO32]・12H2O、単斜
    - ソーダ十字沸石（phillipsite-Na）
    - カリ十字沸石（phillipsite-K）
    - 灰十字沸石（phillipsite-Ca）

  - ポルクス石（pollucite） - (Cs,Na)[AlSi2O6]・nH2O, where (Cs+n)=1、等軸
  - ロッジァン石（roggianite） - Ca2[Be(OH)2Al2Si4O13]・<2.5H2O、正方
  - スコレス沸石（scolecite）- Ca[Al2Si3O10]・3H2O、単斜
  - ステラ沸石（stellerite) - Ca[Al2Si7O18]・7H2O、直方
  - 束沸石（stilbite）（※系列名） - (Ca0.5,Na,K)9[Al9Si27O72]・28H2O、単斜
    - 灰束沸石（stilbite-Ca）
    - ソーダ束沸石（stilbite-Na）

  - テラノヴァ沸石（terranovaite） - NaCa[Al3Si17O40]・>7H2O、直方
  - トムソン沸石（thomsonite） - Ca2Na[Al5Si5O20]・6H2O、直方
  - ツァーニック沸石（tschernichite） - Ca[Al2Si6O16]・〜8H2O、正方
  - ツョルトナー沸石（tschörtnerite） - Ca4(K2,Ca,Sr,Ba)3Cu3(OH)8[Al12Si12O48]・nH2O, n〜20、立方
  - ワイラケ沸石（wairakite） - Ca[Al2Si4O12]・2H2O、単斜・正方
  - ヴァイネベーネ石（weinebeneite） - Ca[Be3(PO4)2(OH)2]・4H2O、単斜
  - ウィルヘンダーソン沸石（willhendersonite） - KxCa(1.5-0.5x)[Al3Si3O12]・5H2O, where 0<x<1、三斜
  - 湯河原沸石（yugawaralite） - Ca[Al2Si6O16]・4H2O、単斜・三斜
- イネス石（inesite、マンガン沸石） - Ca2Mn7Si10O28(OH)2・5H2O、三斜
- ダンブリ石（danburite、ダンビュライト） - CaB2(SiO4)2、直方

## 有機鉱物
有機鉱物とは、有機物からなる鉱物。
- カルパチア石（Karpatite） - C24H12
- 蜜蝋石（Mellite） - Al2[C6(COO)6]・16H2O
- クラドノ石（Kladnoite） - C6H4(CO)2NH